# Puor B
Puor B is een bestuurslaag in het regentschap Lembata van de provincie Oost-Nusa Tenggara, Indonesië. Puor B telt 556 inwoners (volkstelling 2010).